# آرای زیبا

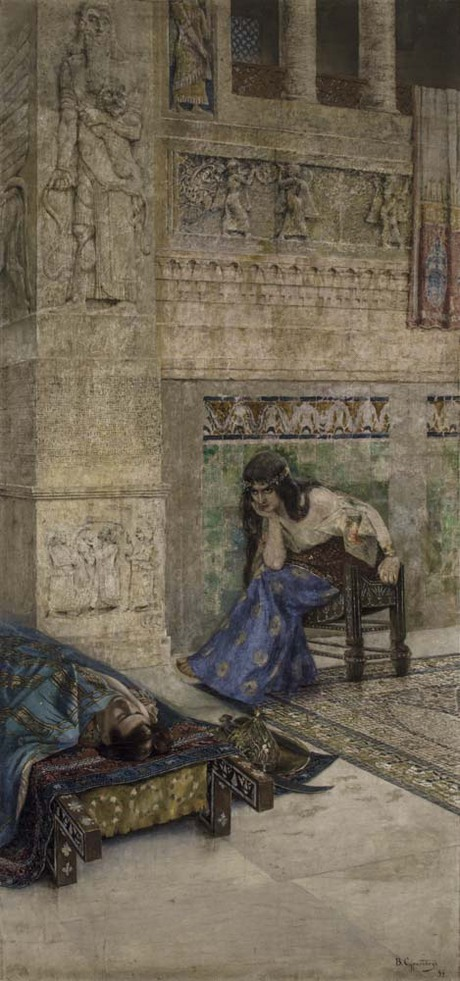

آرای زیبا به عقیده نویسنده «آلکساندر ماتیکیان» آرا ایزد جنگ ارمنستان باستان است و ریشه‌ای هند و اروپایی دارد که ایزد میرا و برخیزنده است. به عقیده پروفسور گریگور قاپانتسیان، آرا در حدود ۱۵۰۰ قبل از میلاد مورد پرستش و ستایش اقوام آسیای صغیر بوده است. آرا ایزد فصل بهار و گیاهان است.

## تاریخ
نام همسر آرا، «نِوْارت» یعنی گل سرخ نو، شکوفه نو است. بعضی از اسامی خاص مکان‌های جغرافیایی در ارمنی از واژه آرا هستند مانند:آرارات یا آراگاتس و غیره. برخی از پیکره‌های سنگی و تصاویر حکاکی شده از لک لک که اولین قاصد بهار است. سمبل آرا محسوب می‌شوند. از آنجایی که آرا با شروع فصل بهار مربوط بوده، نمونه کاملی از قدرت فوق‌العاده بوده است. ششمین ماه در گاه‌شماری ارمنی به نام او «آراتس» نامیده می‌شود.
- افسانه آرای زیبا و شامیرام-سمیرامیس

این افسانه ملی ارمنی به وسیله موسس خورناتسی برگرفته از مورخان دیگر و بنابر روایات قدیمی نگاشته شده است. بنابر گفته موسس خورناتسی ملکه آشور، سمیرامیس مفتون زیبایی آرا، پادشاه ارمنستان شده بود و در پی به دست آوردن او به هر وسیله‌ای متوسل می‌شد. دادن هدایا و قولها به جایی نرسید و سمیرامیس تصمیم گرفت تا به زور اسلحه به خواسته خود برسد. آرای زیبا در این جنگ کشته می‌شود. سمیرامیس جسد او را به امید زنده شدن در بالاخانه قصر قرار می‌دهد «من به خدایان خود فرمان دادم تا زخم‌های او را بلیسند و او زنده خواهد شد.» در عین حال ملکه امید داشت به سحر و جادو و افسونگری آرای زیبا را زنده کند. اما چون جسد فاسد شد، دستور داد که آن را در گودالی انداخته بپوشانند و یکی از محبوبین خود را مخفیانه به لباس فاخر ملبس کرده شایعه‌ای دربارهٔ آرای زیبا اشاعه داد که «خدایان با لیسیدن و زنده کردن آرای زیبا نیت و آرمان ما را برآوردند.»